# Polo Nord - La magica città del Natale
Polo Nord - La magica città del Natale (Northpole) è un film del 2014 diretto da Douglas Barr.

## Trama
Le luci del Nord, che alimentano la città di Polonord, si stanno affievolendo. Se dovessero spegnersi, Babbo Natale non riuscirebbe più a produrre i giocattoli e la felicità del Natale smetterebbe di esistere. Per ricaricare le magiche luci, serve che la gente ritrovi lo spirito natalizio. L'elfa Clementine troverà aiuto in un bambino che ama follemente il Natale. La loro missione è far accendere l'albero di Natale della città, donando gioia alla popolazione e ricaricando così la magica energia di Polonord.

## Distribuzione
Il film è andato in onda negli USA il 15 novembre 2014 sul canale Hallmark Channel; in Italia è uscito nelle sale a partire dal 1º dicembre 2015, ed è stato trasmesso in televisione su Paramount Channel il 14 dicembre 2018.
La pellicola ha avuto un seguito, intitolato Polo Nord: Il potere magico del Natale (Northpole: Open for Christmas), trasmesso in Italia il 21 novembre 2015.